# 950 до н. е.

## Події
- Захоплення Ашдоду та низки інших палестинських міст єгипетським фараоном Сіамоном або Псусеннесом II.
- Завершення будівництва Першого храму в Єрусалимі.

### Астрономічні явища
- 17 січня. Повне сонячне затемнення.[1]
- 12 липня. Кільцеподібне сонячне затемнення.[1]